# Al Judayyidah
 (avril 2023).
Al Judayyidah (en arabe : الجديدة) est une ville en Jordanie.

## Crédit de traduction
- (en) Cet article est partiellement ou en totalité issu de l’article de Wikipédia en anglais intitulé « Al Judayyidah » (voir la liste des auteurs).